# (20687) Saletore
(20687) Saletore (1999 VQ60) – planetoida z pasa głównego asteroid okrążająca Słońce w ciągu 4,53 lat w średniej odległości 2,74 j.a. Odkryta 4 listopada 1999 roku.